# Зграда трговца Тодора Цекића
Зграда трговца Тодора Цекића је непокретно културно добро територији града Ниша, у Улици Боривоја Гојковића.Саграђена је 1928-29. године, као стамбена породична зграда трговца Тодора Цекића, који је био власник продавнице капа и шешира. 

## Опис и архитектура
Кућа поседује сутерен, високо приземље и спрат, као и приметну симетричност академске еклектичне композиције.  у У високом приземљу поседује бочно прилазно степениште, које води из дворишта до велике полигоналне терасе коју наткрива лепеза стаклена надстрешница. 
Такође има и мање балконе и терасу,са оградом од балустера. Унутра су приметни детаљи украшени малтерном декорацијом флоралне и геометријске орнаметике. 
Детаљи видљиви на прозорима и вратима заједно са ковинама на капији подразумевају елементе сецесије. 

## Значај
Због типичности архитектуре, овај споменик културе је и од културно-историјског значаја и 1988. године стављен је под заштиту закона.